# Spielezeitschrift
Eine Spielezeitschrift beschäftigt sich mit der Beschreibung, der Kritik und der Neuvorstellung von Spielen. Im Gegensatz zu einer reinen Computerspielezeitschrift wird dabei der Schwerpunkt auf Gesellschaftsspiele, Brettspiele und Kartenspiele gesetzt.

## Spielezeitschriften im deutschsprachigen Raum
Ab Ende der 1970er-Jahre erschienen in Deutschland, Österreich und der Schweiz verschiedene Spielezeitschriften:
- 1976 bis 1982 brachte der Schweizer Walter Luc Haas in unregelmäßigen Abständen die Zeitschrift Joker heraus.
- 1979 bis 1980 erschienen acht Ausgaben der Zeitschrift Spiel.
- 1979 bis 2001 erschien Die Pöppel-Revue, anfangs als PbM-Magazin, später als reine Spielezeitschrift.
- seit 1981 erscheint die Spielezeitschrift Spielbox, die heute die auflagenstärkste deutsche Spielezeitschrift ist.
- 1983? bis 1989 erschien die Spielezeitschrift Würfel & Co.
- 1983? bis 1991 erschien die Spielezeitschrift Spielblatt.
- seit 1986 erscheint die Spielezeitschrift Spielerei.
- seit 1987 erscheint die Spielezeitschrift Fairplay.
- 1988 bis 2005 erschien in Österreich die Spielezeitschrift Die Spiel-Wiese.
- 1992 bis 1998 erschienen 16 Ausgaben der Spielezeitschrift Spielzeit.
- 1992 bis 2004 brachte der Verein der Freunde der Spiele Kreis Wien die Spielezeitschrift Win heraus. Diese erscheint weiterhin regelmäßig als Online-Ausgabe.
- 2005 bis 2010 erschienen das Magazin SpielxPress als Printmedium.

## Situation heute
Die älteste Spielezeitschrift in Deutschland und das europaweit auflagenstärkste Spielemagazin ist die spielbox, die sich aus der Zeitschrift Das Spiel entwickelte und seit 1981 erscheint. Die spielbox erscheint in Memmelsdorf bei Bamberg. Regelmäßig liegen der Zeitschrift entweder ein „Spiel im Heft“ oder Erweiterungen zu bekannten Spieletiteln bei.
Die zweite bedeutende deutsche Spielezeitschrift ist die seit 1987 in Bielefeld erscheinende Fairplay.
2003 gab es die erste Ausgabe des pdf-Magazins Spiel-E-Zine des Online-Magazins Reich der Spiele aus Hannover. Dieses erschien im August 2015 nach längerer Pause mit der dritten Ausgabe, die sich an Einsteiger richtet.
Seit 2005 gibt es schließlich auch noch das kostenlose PDF-Magazin Gelegenheitsspieler aus Kiel.
Seit 2010 erscheint das ehemalige Magazin SpielxPress als Online-Magazin.